# Lepidomyia perpolita
Lepidomyia perpolita är en tvåvingeart som först beskrevs av Johnson 1921.  Lepidomyia perpolita ingår i släktet Lepidomyia och familjen blomflugor. Inga underarter finns listade i Catalogue of Life.